# Gymnopilus nashii
Gymnopilus nashii là một loài nấm thuộc họ Cortinariaceae.